# Deivydas Matulevičius
Deivydas Matulevičius (* 8. April 1989 in Alytus, Litauische SSR, Sowjetunion, heutiges Litauen) ist ein litauischer Fußballnationalspieler. Er stand zuletzt 2021 bei DFK Dainava unter Vertrag, seit Januar 2022 ist er vereinslos.

## Karriere

### Vereine
Matulevičius begann 2007 seine Profikarriere bei Interas-AE Visaginas, wechselte bald darauf aber zum FC Vilnius. Nachdem der Verein Ende 2008 den Spielbetrieb eingestellt hatte, wechselte er nach Polen, wo er sich aber nicht durchsetzen konnte. 2011 kehrte der Stürmer nach Litauen zurück und spielte für den FK Žalgiris Vilnius. In dieser Saison wurde Matulevičius mit 19 Treffern Torschützenkönig und trug somit wesentlich zum Erreichen des zweiten Platzes bei. Für die folgende Saison wurde er nach Polen zum KS Cracovia verliehen, konnte sich jedoch abermals nicht durchsetzen. Nach Beendigung der Leihe wechselte er unmittelbar zum rumänischen Erstligisten Pandurii Târgu Jiu. Nach einem zwischenzeitlichen Engagement in Kasachstan spielte Matulevičius seit Anfang 2016 wieder in Rumänien beim FC Botoșani. Anfang 2017 schloss der sich dem belgischen Erstligisten Royal Excel Mouscron an. Nach einem halben Jahr in Belgien wechselte Matulevičius zu Hibernian Edinburgh. Im Januar 2018 wurde der Vertrag in Schottland aufgelöst. Dann spielte er knapp drei Monate für Kuopion PS in Finnland und wechselte im Sommer weiter zum rumänischen Drittligisten Rapid Bukarest. Es folgten mehrere Stationen bei überwiegend osteuropäischen Vereinen, bei denen er sich aber nicht dauerhaft durchsetzen konnte. Seine bisher letzte Vereinsstation war der litauische Verein DFK Dainava. Nach 29 Ligaspielen und 5 Toren wurde sein Vertrag Ende 2021 aber nicht verlängert; seit Januar 2022 ist er vereinslos.

### Nationalmannschaft
Matulevičius durchlief die litauischen Jugendnationalmannschaften von der U-17 bis zur U-21. Am 29. Mai 2012 debütierte er für die litauische A-Nationalmannschaft beim 0:0-Unentschieden gegen Russland, als er in der 80. Spielminute für Darvydas Šernas eingewechselt wurde. Sein erstes Länderspieltor erzielte Matulevičius bei der 1:2-Niederlage im Freundschaftsspiel gegen Luxemburg. Am 17. November 2017 absolvierte er gegen Neuseeland sein letztes Länderspiel.